# Die Laterne (1901–1902)
Die Laterne. Kritische Wochenschrift war eine satirische Zeitschrift in Berlin von 1901 bis 1902.

## Inhalt und Geschichte
Seit 1901 erschien Die Laterne. Kritische Wochenschrift mit künstlerischem Buchschmuck in Berlin. Herausgeber war der Publizist Alexis Schleimer, der vorher die Satirezeitschrift Satyr (1899/1900) herausgegeben hatte.
Die Laterne enthielt literarische Texte mit kritischem und satirischem Inhalt, Kulturbesprechungen sowie Karikaturen aus deutschen und ausländischen Satirezeitschriften. Der Umschlag war mehrfarbig.
Die Nummer 41 (1901) wurde noch von ihm herausgegeben, die Nummer 48 (1902) von Kurt Karfunkel. Die letzte bekannte Ausgabe ist Nummer 54 (1902). Ein weiterer Herausgeber war möglicherweise Telesfor Szafranski.
Die Ausgaben sind im Mikrofilmarchiv der deutschsprachigen Presse in Dortmund archiviert, einzelne Ausgaben sind antiquarisch erhältlich.

## Einzelne Ausgaben (Auswahl)
10
Die Memoiren des Exkapitain Dreyfus. 
31
"Fee Caprice" von Diogenes. Goldesle und Schostag von Freydank. Lydia in Björnsons "Laboremus" von Hellmut-Hell. Das kleine Bad von Axel Delmar. Kuriosa. Internationale Karikaturen. Arena.
41
Bilanz 1901. Mit pseudonymen Beiträgen von Philo vom Walde, Freydank, Martin, Pincette, Diogenes und internationale Karikaturen aus Puck, Kladderadatsch, Cocorico, La Caricature, Weekblad., Il Fischietto, Nebelspalter, Deutscher Michel
48
Mit Texten von Diogenes (Zehn Jahre Polizei), Hans Land, Erdmann Graeser u. a. Mit zahlreichen Karikaturen. 